# NGC 4248
NGC 4248 ist eine Irreguläre Galaxie vom Hubble-Typ IBm mit ausgedehnten Sternentstehungsgebieten im Sternbild Jagdhunde am Nordsternhimmel. Sie ist schätzungsweise 24 Millionen Lichtjahre von der Milchstraße entfernt und hat einen Durchmesser von etwa 20.000 Lichtjahren. Gemeinsam mit Messier 106 bildet sie das Galaxienpaar Holm 363 und gilt als Mitglied der NGC 4258-Gruppe (LGG 290).

Im selben Himmelsareal befinden sich u. a. die Galaxien NGC 4217, NGC 4226, NGC 4231, NGC 4232.
Das Objekt wurde am 9. Februar 1788 von William Herschel entdeckt.